# Rödbrunt vitmossestinkfly
Rödbrunt vitmossestinkfly (Hebrus ruficeps) är en insektsart som beskrevs av Thomson 1871. Rödbrunt vitmossestinkfly ingår i släktet Hebrus, och familjen vitmosseskinnbaggar. Arten är reproducerande i Sverige.